# Montealegre del Castillo
Montealegre del Castillo község Spanyolországban, Albacete tartományban. Lakosainak száma 2038 fő (2024).

## Történelme
A település környéke már a kőkorszakban is lakott volt, több itteni régészeti lelőhelyről kerültek elő jelentős leletek, többek között az a kőszobor, amely a település címerében is látható. A római korból ugyancsak maradtak itt fent leletek, az egyik legfontosabb egy ókori akvadukt- (vízvezeték-)szakasz, amely a közelben húzódik. A település vára a környék arab megszállása idején épült. 1707-ben komoly ütközetek színhelye zajlottak itt, a spanyol örökösödési háború keretében, a montealegrei vár ez idő alatt többször is gazdát cserélt, ami hatalmas pusztítással járt, ennélfogva a háborúskodást a következő években súlyos éhínség követte. Komoly pusztításokat végzett a spanyol polgárháború is: a köztársaságpárti oldalon állást foglaló településen a lázadók fosztogatásainak a helyi templomok legtöbb műkincse áldozatául esett.

## Földrajza
Montealegre del Castillo Almansa, Yecla, Jumilla, Fuente-Álamo, Corral-Rubio, Chinchilla de Monte-Aragón és Bonete községekkel határos.  Albacete tartomány délkeleti határaitól nem messze terül el, közeli települések még Bonnet, Fuente Alamo és Corral-Rubio (Albacete tartományban), valamint Yecla és Jumilla (Murcia tartományban).

## Népessége
A település lakosságszáma a 20. század eleje óta stabilan 4.000 fő alatt van, és az 1910-es évek óta szinte folyamatos, lassú, bár néha felgyorsuló ütemben csökken. A legutóbbi, 2014 januári népszámlálási adatok szerint a település lélekszáma 2.162. A lakosok többsége mezőgazdaságból (ezen belül is leginkább bortermelésből), illetve bútorgyártásból él.
| 1900  | 1910  | 1920  | 1930  | 1940  | 1950  | 1960  | 1970  | 1981  | 1991  | 1996  | 2001  | 2005  | 2014  |
| ----- | ----- | ----- | ----- | ----- | ----- | ----- | ----- | ----- | ----- | ----- | ----- | ----- | ----- |
| 3.453 | 3.927 | 3.823 | 3.853 | 3.764 | 3.730 | 3.112 | 2.208 | 2.347 | 2.193 | 2.153 | 2.237 | 2.291 | 2.162 |

## A település híres szülöttei
- Mauro Rubio Repullés – salamancai püspök;
- Pedro Orrente – barokk festő;
- Juan Morcillo y Olalla – állatorvos, az állategészségügyi szolgálat megalapítója;
- Santiago Bernabéu Yeste – a Real Madrid korábbi elnöke, a Santiago Bernabéu stadion névadója.

## Népesség
A település lakosságának változását az alábbi diagram mutatja:
| Lakosok száma | 2237 | 2309 | 2320 | 2305 | 2284 | 2162 | 2092 | 2051 | 2038 | 2038 |
|               | 2001 | 2004 | 2006 | 2009 | 2011 | 2014 | 2016 | 2019 | 2021 | 2024 |

## Fordítás
Ez a szócikk részben vagy egészben  a   Montealegre del Castillo című spanyol Wikipédia-szócikk fordításán alapul.  Az eredeti cikk szerkesztőit annak laptörténete sorolja fel. Ez a jelzés csupán a megfogalmazás eredetét és a szerzői jogokat jelzi, nem szolgál a cikkben szereplő információk forrásmegjelöléseként.